# Villa Bortolazzi
Villa Bortolazzi è un edificio situato a Vattaro (Comune di Altopiano della Vigolana). 

## Storia
Nel 1686 il nobile Bartolomeo Bortolazzi diede l'incarico al capomastro comacino Apollonio Somalvico della ricostruzione della residenza estiva di famiglia. I lavori, durati parecchi anni, videro subentrare nella direzione (morto Apollonio), Pietro e Bartolomeo Somalvico.
La Villa Bortolazzi di Vattaro venne inserita in un complesso più ampio circondato da muri merlati e, all'esterno, da un giardino alberato e comprendeva, oltre al centrale edificio padronale con cilindrico torrino (non dissimile da quelli della Favorita presso Mori), la vasta filanda, la casa delle decime e la cappella.
Nelle sei lunette della sala da pranzo al piano terra della Villa, sono rappresentati sotto i segni zodiacali alcuni momenti caratteristici (scenette di genere) del ciclo annuale che alludono agli svaghi dei signori e alle fonti del benessere della casa: agricoltura, caccia, frutticoltura, pastorizia, pesca, cucina. Ogni singolo quadro si impernia su due figure di genere, un uomo e una donna, in atteggiamento giocondo e raffinato. Sulla parete in fondo alla sala giganteggia lo stemma dipinto dei Bortolazzi fatto dipingere da Lodovico Bortolazzi. I dipinti murali della sala vennero eseguiti da Erasmo Antonio Obermüller nel 1700.